# Kanaďané českého původu
Kanaďané českého původu nebo Čechokanaďané jsou kanadští občané českého původu nebo lidé narození v Česku, kteří pobývali nebo pobývají v Kanadě. Až do konce 19. století byli často nazýváni českými Kanaďany. Kanada je domovem třetí největší české menšiny po Spojených státech a Německu. Při kanadském sčítání lidu v roce 2016 se k úplné nebo částečné české národnosti přihlásilo 104 580 Kanaďanů. V rámci této populace uvedlo 81 330 Kanaďanů více původů, zatímco 23 250 Kanaďanů uvedlo, že mají pouze český původ. Mezitím 40 715 Kanaďanů uvedlo, že mají československý původ.

## Rozdělení podle provincií
Data z kanadského sčítání lidu v roce 2016.
|                         | Percent |
| ----------------------- | ------- |
| Kanada— Celkem          | 0.4%    |
| Newfoundland a Labrador | 0.0%    |
| Ostrov prince Edvarda   | 0.0%    |
| Nové Skotsko            | 0.2%    |
| Nový Brunšvik           | 0.1%    |
| Québec (provincie)      | 0.1%    |
| Ontario (provincie)     | 0.4%    |
| Manitoba                | 0.5%    |
| Saskatchewan            | 0.7%    |
| Alberta                 | 0.8%    |
| Britská Kolumbie        | 0.7%    |
| Yukon                   | 0.6%    |
| Severozápadní teritoria | 0.3%    |
| Nunavut                 | 0.0%    |

## Někteří známí Čechokanaďané
- Tomáš Jan Baťa, podnikatel
- Alex Baumann, plavec
- Václav Chvátal, profesor Univerzity v Concordii
- Vlastimil Černý, plavec
- Lucy Decoutere, herečka
- Hana Gartner, investigativní novinářka, nositelka řady ocenění
- Karla Homolka, masová vražedkyně
- Tammy Homolka, sestra a oběť Karly Homolka
- Jan Hudec, skialpinista
- Otto Jangl, podnikatel
- Otto Jelinek, podnikatel, bývalý krasobruslař a politik
- Kate Kelton, umělkyně, modelka a herečka
- Štěpán Kleček, advokát
- Vit Klemes, hydrometeorolog
- John Kucera, skialpinista
- Vladimir Kulich, herec
- Jacob Lensky, fotbalista
- Deb Matejicka, sportovní redaktor
- Lubo Masner, entomolog
- Petr Nedvěd, hokejista
- Jana Nejedly, tenistka
- David Nykl, herec
- Vašek Pospíšil, tenista
- David Scheffel, hostující profesor antropologie Thompson Rivers University
- Václav Smil, vědec
- Josef Škvorecký, spisovatel
- Václav Jiří Vostřez, činovník
- Vlasta Vrana, herec
- Lubor J. Zink, novinář
- Arber Xhekaj, hokejista
- Travis Konecny, hokejista